# 迷網鰩
迷網鰩（學名：Brochiraja heuresa），為軟骨魚綱鰩目單鰭鰩科網鰩屬的一種，分布於西南太平洋塔斯曼海海域，深度870-1350公尺，本魚尾長，但具有相對較寬的錐形基部，均勻地向尾部中部變細，為盤長的1.2–1.3倍，背盤外觀呈顆粒狀，覆蓋著微小的刺狀小齒，尾背中部有小刺，周圍有細齒，外側皮褶弱，在背鰭水平處稍微擴張，但寬度小於尾寬，起源於尾部中部後方，背面淡藍粉紅色，腹面比背面顏色深呈紅棕色，腹面上有一排邊緣淺色、邊界清晰的孔，在前緣附近形成一條白色線，頸孔帶不明顯，上顎有30–42排牙齒，體長可達35.5公分，棲息在沙泥底質海域，為深海底棲性魚類，屬肉食性，卵生，生活習性不明。